# Lennart Edelberg
Lennart Edelberg (1915 - 11 de noviembre de 1981) fue un botánico danés.
Falleció de una hemorragia coronaria, a los 66 años.

## Algunas publicaciones

### Libros
- 1966. With 1 map by Lennart Edelberg. Volumen 1 de An annotated bibliography of Nuristan Kafiristan and Kalash Kafirs of Chitral. 110 pp.
- Karl Jettmar, Lennart Edelberg. 1974. Cultures of the Hindukush: selected papers from the Hindu-Kush Cultural Conference held at Moesgård 1970. Volumen 1 de Beiträge zur Südasienforschung, Universitat Heidelberg Sü dasien-Institut. Ed. F. Steiner. 146 pp. ISBN 3515012176
- Lennart Edelberg."Nuristani buildings", 1984. ISBN 87-88415-28-7
- Lennart Edelberg, S. Jones."Nuristan", 1979. ISBN 3-201-01085-5
- La abreviatura «Edelb.» se emplea para indicar a Lennart Edelberg como autoridad en la descripción y clasificación científica de los vegetales.[1]